# Backseat
Backseat (tidligere kendt under navnet Backseatboys) er en dansk rock-gruppe der havde sin storhedstid som liveband i 1990'erne med deres amerikanske roots rock-inspirerede musik. Bandet blev dannet i 1992 af sanger Ivan Pedersen, guitarist Søren Jacobsen, bassist Helge Solberg, trommeslager Carsten Millner og keyboardspiller Esben Just.
Backseat debuterede under navnet Backseatboys med albummet Wind Me Up i september 1992, der solgte 21.000 eksemplarer. For albummet blev Backseat nomineret i kategorien Årets nye danske navn, mens Ivan Pedersen blev nomineret til Årets danske sanger ved Dansk Grammy 1993. Med udgivelsen af Long Distance i 1994 kom guitarist Lars Krarup med i bandet. Albummet solgte 23.000 eksemplarer.
I 1995 skiftede gruppen navn fra Backseatboys til Backseat og udgav albummet Hit Home. I 1996 indspillede Backseat på opfordring af DR og TV 2 singlen "No. 1 in Your Heart" sammen med den ukendte amerikanske sangerinde Erica Carson, som blev brugt under dækningen af OL i Atlanta. Gruppens fjerde album, Songs udkom i august 1996.
Backseat udgav i september 1998 albummet Shut Up and Play, der bestod af covernumre af bl.a. Jimi Hendrix, Sheryl Crow, og John Hiatt.
I november 2007 udkom Backseats første studiealbum i næsten ti år, Globalization. Gruppens seneste album, Seasoned and Served  udkom i januar 2013.

## Medlemmer
- Helge Solberg
- Ivan Pedersen
- Søren Jacobsen
- Henrik Askou
- Martin Jønsson

### Tidligere medlemmer
- Carsten Millner
- Esben Just
- Lars Krarup
- Otto Sidenius
- Claes Antonsen
- Lars Mitch Fischermann
- Olle Nyberg

## Diskografi

### Studiealbum
- Wind Me Up (1992)
- Long Distance (1994)
- Hit Home (1995)
- Songs (1996)
- Shut Up and Play (1998)
- Globalization (2007)
- Seasoned & Served (2013)

### Opsamlingsalbum
- Extra Matured (Greatest Hits) (2013)